# 南屏村
29°54′N 117°54′E / 29.900°N 117.900°E
南屏村位于中国安徽省黟县碧阳镇西部，是以叶姓为主、兼有程姓、李姓等姓氏的血缘聚落，2008年被列为中国历史文化名村，南屏村古建筑群于2006年被列为第六批全国重点文物保护单位。
南屏村始建于北宋，占地面积16.2万平方米，现存三百多幢明清建筑，仅祠堂就有八座。村内主要建筑有叙秩堂、叶奎光堂、孝思楼、敦睦堂、慎思堂、倚南别墅、叶姜生宅、冰凌阁、半春园等。
米其林旅游指南将南屏村这座大山脚下的白色村落评为“不可错过”（Recommended）级别。

## 主要建筑列表
| 编号 | 名称               | 保护等级 | 年代 | 图片 | 备注 |
| ---- | ------------------ | -------- | ---- | ---- | ---- |
| 1    | 叶氏宗祠（叙秩堂） | 国保     | 清   |      |      |
| 2    | 叶氏支祠（奎光堂） | 国保     | 明   |      |      |
| 3    | 程氏宗祠（宏礼堂） | 国保     | 清   |      |      |
| 4    | 敦睦堂             | 国保     | 清   |      |      |
| 5    | 倚南别墅           | 国保     | 清   |      |      |
| 6    | 叶建安宅           | 国保     | 清   |      |      |
| 7    | 冰凌阁（怀德堂）   | 国保     | 民国 |      |      |